# بلک لایتنینگ
بلک لایتنینگ (به انگلیسی: Black Lightning) با نام اصلی جفرسون پیرس، یک شخصیت خیالی ابرقهرمان در کتاب‌های کامیک آمریکایی منتشر شده توسط دی‌سی کامیکس است. این شخصیت توسط نویسنده تونی ایزابلا و طراح ترور فون ایدن خلق شده‌است؛ که برای اولین بار در شمارهٔ ۱ از مجموعه کمیک بلک لایتنینگ (آوریل ۱۹۷۷) در طول عصر برنز کتاب‌های کامیک حضور پیدا کرد. بلک لایتنینگ به عنوان دومین شخصیت ابرقهرمان آمریکایی آفریقایی تبار دی‌سی کامیکس به‌شمار می‌رود و همچنین نخستین فردی است که دارای مجموعه تلویزیونی مختص به خود، با هنرنمایی کرس ویلیامز است.